# In.gr
in.gr — грецький портал новин, створений Lambrakis Press Group і запущений в листопаді 1999 року.
За статистичними даними Alexa Internet на жовтень 2010 року, in.gr — десятий за відвідуваністю вебсайт Греції. 92% відвідувачів порталу — греки, крім того in.gr досить популярний серед представників грецької діаспори на Кіпрі, а також у Великій Британії, Німеччині та Італії.
Серед найпопулярніших сервісів порталу — in.gr Словник, in.gr Фінанси (надає в тому числі оперативні дані з Афінської фондової біржі), in.gr Фоторепортаж та in.gr Дозвілля.